# La Louvière-Lauragais

La Louvière-Lauragais este o comună în departamentul Aude din sudul Franței. În 1 ianuarie 2022 avea o populație de 80 de locuitori.